# Teixits intel·ligents

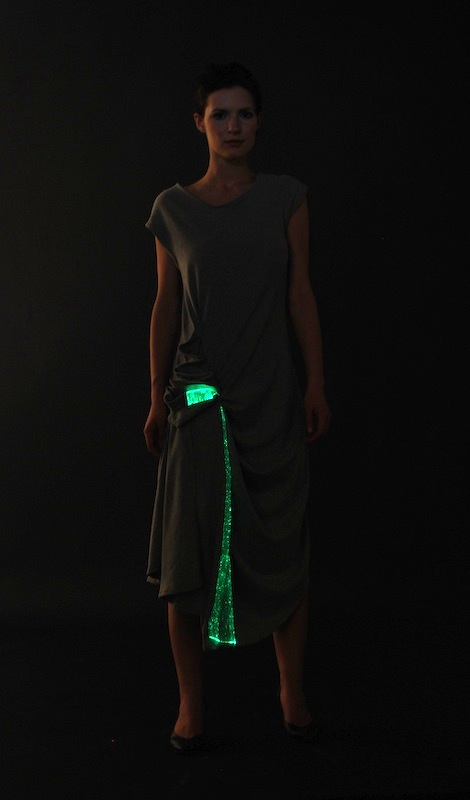
Vestit femení intégrant des LED et fibras òpticas

Els teixits intel·ligents (adaptació de l'anglès: Smart Textiles o e-textiles o sigui "teixits astuts") són teixits que poden sentir i reaccionar davant dels estímuls de l'entorn. Els estímuls poden ser tant mecànics, tèrmics, químics, magnètics, elèctrics, cardiovasculars, etc. .
Leitat formula que són teixits que poden reaccionar davant estímuls i condicions del medi tals com canvis mecànics, tèrmics, químics, elèctrics o fins i tot magnètics.
Són teixits que han estat dissenyats per a respondre a una situació específica d'una manera totalment determinada, no s'ha inventat cap mena de “cervell” per saber com respondre als estímuls rebuts, simplement han estat “programats” per tal de poder donar una resposta controlada a la situació plantejada; que pot ser, per exemple, canviar de color en funció de la temperatura o conduir electricitat si s'aplica pressió en un punt determinat del teixit.
Com diu Scott “el seu camp d'aplicació està limitat a la imaginació de l'home”.
Aquests articles també formen part dels anomenats Teixits d'Ús Tècnic (TUT). Els TUT han estat tècnicament dissenyats per a oferir una “resposta a exigències tècnico-qualitatives elevades (rendiment mecànic, tèrmic, durabilitat, etc.) conferint-los l'aptitud d'adaptar-se a una funció específica i al seu entorn”. Moltes vegades es confonen els teixits tècnics amb teixits intel·ligents/ smart; es pot dir que els tècnics sempre tenen aquestes qualitats excepcionals, no adapten la seva resposta a un entorn determinat, en canvi els teixits smart adapten les seves característiques en funció dels estímuls rebuts.

## Classificació
No existeix cap classificació estàndard per a aquests articles, s'ha decidit proveir als articles la possibilitat de ser organitzats segons tres aspectes diferents: l'aplicació, la funcionalitat i la tecnologia:

## Aplicació
El camp de l'aplicació es refereix a l'ús pràctic per al qual es destina el producte desenvolupat.
Existeixen múltiples classificacions en funció de les aplicacions dels teixits, però aquí s'exemplifica la classificació establerta per la Messe Frankfurt Techtextil per a Teixits Tècnics (Technical Textiles), donat el seu ús estès tant a nivell europeu com nord-americà.
Així, es defineixen les següents categories (o usos):
- Geotech:  teixits per a aplicacions geològiques (reforç d'estructures, etc.)
- Agrotech : teixits per a agricultura
- Buildtech:  teixits per a ús en la construcció
- Medtech:  teixits amb aplicacions mèdiques
- Mobiltech:  teixits per a la indústria de l'automòbil
- Protech:  teixits de protecció
- Sporttech:  teixits per a ús en la realització d'activitats esportives
- Indutech:  teixits usats en la indústria (filtres, cablejat, cintes, etc.)
- Oekotech:  teixits per a la protecció ambiental
- Clothtech:  teixits per a la indumentària
- Packtech:  teixits per a embalatge i tranport de mercaderies
- Hometech:  teixits per a la llar

## Funcionalitat
Aquesta classificació apareix per primera vegada publicada al llibre de Tao, un dels primers llibres publicats sobre Teixits Intel·ligents i usat com a referència donada la seva notorietat en el sector dels teixits
Depenent de la seva funcionalitat, els teixits intel·ligents es poden classificar en tres categories (extret del portal The Indian Textile Journal):
- Passiu Intel·ligent (Passive smart): inclouen tots els teixits desenvolupats en la primera generació, els quals només poden captar estímuls o condicions mediambientals.
- Actiu Intel·ligent (Active smart): comprenen els teixits intel·ligents de segona generació. És a dir, amb actuadors i sensors, que són capaços de detectar una situació determinada i actuar. Els actuadors actuen en funció del senyal detectat (tant sigui directament captat com a través d'una unitat de control). Aquests articles són els que tenen memòria de forma (Shape Memory), camaleònics, resistents a l'aigua i permeables al vapor (hydropholic sense poros), emmagatzemadors de calor, reguladors de temperatura, absorbeixen vapor, vestits escalfats elèctricament.
- Ultra Intel·ligent (Ultra smart): són la tercera generació. Aquests teixits poden captar, reaccionar i adaptar-se als estímuls o condicions ambientals. Incorporen una unitat que funciona com a "cervell" la qual disposa de capacitats cognitives per a raonar i activar.

## Tecnologia
La tecnologia dels materials defineix quatre grans grups:
- Canvi de Fase (material de canvi de fase)
- Memòria de forma (material amb memòria de forma)
- Cròmics (material cròmic)
- Conductors